# Dragon Quest V: Hand of the Heavenly Bride
Dragon Quest V: Hand of the Heavenly Bride (ドラゴンクエストV 天空の花嫁, Doragon Kuesuto Faibu Tenkū no Hanayome) é um RPG eletrônico e o quinto jogo da série Dragon Quest. Originalmente desenvolvido pela Chunsoft e publicado pela Corporação Enix, o jogo foi o primeiro da série a ser lançado para para o Super Nintendo, em 27 de setembro de 1992. Em 2004, foi refeito e lançado para o PlayStation 2, tendo sido desenvolvido pela ArtePiazza e a Matrix Software e publicado pela Square Enix apenas no Japão. Foi também refeito para o Nintendo DS e lançado no Japão em 17 de julho de 2008. Posteriormente, essa versão foi lançada na América do Norte e na Europa, tendo sido a primeira vez que o jogo foi lançado oficialmente em ambos os territórios.

## Jogabilidade
Dragon Quest V usa a mecânica básica de jogos de RPG presente nos outros jogos da série, a qual inclui subir de nível ao ganhar pontos de experiência através de batalhas, batalhas em primeira pessoa baseadas em turnos e equipar armas e armaduras. O jogo introduziu a habilidade de domar monstros e incluí-los na equipe do jogador. Os monstros podem ser usados em batalhas e subir de nível como as personagens humanas.